# Pays magyar du Caucase
Le pays magyar du Caucase, abusivement la Hongrie caucasienne (hongrois : Kaukázusi Magyarország) ou Kummagyaria, désigne le territoire de tribus magyares orientales qui auraient migré de la région historique de la Magna Hungaria vers les rives de la rivière Kouma dans le Caucase, à la suite de l'invasion tatars du khanat bulgare de la Volga vers 1236-1238. Après avoir vécu en situation de semi-nomadisme, ils se seraient installés de façon sédentaire et se seraient adonnés à l'agriculture et à l'élevage au XIVe siècle.